# ポンピクンありさ
ポンピクンありさ（ぽんぴくん ありさ、1985年5月18日- ）はタイ出身の日本の元タレント・イラストレーター・デザイナー。元タッチプランニング所属。2011年3月に芸能界を引退後、現在はタイのバンコク在住。

## 出演

### テレビ番組
- 玉ニュータウン（テレビ埼玉）- 神玉 役
- キックの惑星（FIGHTING TV サムライ）
- アニソン★カフェ ゆめが丘（テレビ神奈川）- イラスト担当

### ラジオ
- 赤谷奈緒子とポンピクンありさの『知りたがり屋さんはじめました』（USEN）